# 印第安纳步行者
印第安納步行者（英語：Indiana Pacers），是一支位於美國印第安纳州印第安纳波利斯的NBA籃球隊，分屬於東區的中央組，主場為銀行家生活球馆。現時球隊的總裁是凱文·李·普里查德，現任主教練是里克·卡莱尔。印第安纳州被譽為美國的傳統籃球之都。
球队于1967年成立，加入美国篮球协会（ABA），於1970年、1972年及1973年合共三次获得ABA总冠军。在1976年加入NBA联盟后，最佳成绩是在2000年、2025年的季後賽获得东部的冠军，杀入总决赛，但未能夺得总冠军。

## 隊名簡介
根据当时的八位投资者之一、律师出身的理查德·廷克汉姆介绍，这个名称的由来有两个原因：首先是因为轻驾马车比赛（harness racing pacers）在印第安纳州有着悠久的历史，而投资人之一的查克·巴恩斯本身就是一位狂热的赛马迷；另一个原因是使用在印第安納波利斯500比賽中所用的领跑车“pace car”。 廷克汉姆还介绍说，当时“Pacers”这个名字很快就定下来了，争论的焦点反而集中在应该叫“Indianapolis Pacers”还是“Indiana Pacers”。最后因为当初的设想是球队虽然以印第安纳波利斯市为根據地，但是要在整个州内打比赛，所以球队正式命名为“Indiana Pacers”。

## 歷史

### ABA時代 (1967-1976)
1967年，八位商人每人出资几千美元组建了印第安納溜馬，正式加入ABA（美国篮球协会，American Basketball Association）。
1969-70 ABA賽季，步行者取得了59胜25负的成绩。在1970年4月12日对匹兹堡风笛手的比赛中，球队得到177分，这也是ABA历史上的最高得分纪录。步行者在ABA东部分区排名第一，季后赛中分别淘汰了卡罗莱纳美洲狮和肯塔基上校进军总决赛。在ABA总决赛中步行者以4-2击败了洛杉矶明星，首次赢得ABA总冠军。
1970-71 ABA賽季，ABA进行了重新分区，步行者被分到了西部分区。该赛季他们取得58胜26负，并赢得了西部分区冠军，但是在季后赛当中被犹他明星淘汰。球队在这个赛季中场均得分119.1，也是球队历史上第二高的成绩。
1971-72 ABA賽季，季后赛中步行者淘汰了丹佛火箭和犹他明星，然后在总决赛中4-2击败由巨星里克·巴里领导的纽约篮网，捧走了ABA总冠军奖杯。
1972-73 ABA賽季，步行者蝉联了ABA总冠军。球队常规赛战绩是51胜33负，其中包括一个11连胜。球队在总决赛中以4-3击败肯塔基上校夺冠。
在这几个辉煌的赛季之后，步行者的成绩开始下滑。

### 首个NBA赛季 (1976-1977)
1976-77年赛季，步行者與丹佛掘金、纽约篮网及圣安东尼奥马刺一起加入了NBA，他们以前在ABA联盟的所有荣耀就都成了过眼云烟。在NBA的首个赛季，步行者在NBA的征战步履维艰，最后以36胜46负收官。

### 掙扎時期 (1977-1987)
在這十數個賽季中，球隊晉級季後賽次數寥寥可數，於1982-83年赛季還創下20勝62負的隊史最差紀錄。

### 雷吉·米勒時代 (1987-2000)

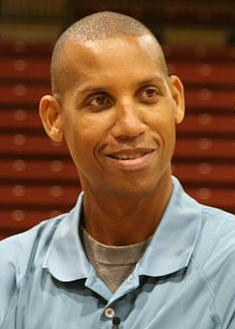
雷吉·米勒 (Reggie Miller)

在1987年NBA选秀中，步行者在首轮第11顺位挑中了毕业于加州大学洛杉矶分校 (UCLA)的得分后卫雷吉·米勒 (Reggie Miller)。靠着精准的射术，他很快就成长为联盟中最具威胁的得分手。
1989-90年赛季，米勒成为了步行者加入NBA十三年以来首位入选全明星赛的球员。整个赛季球队的成绩是42胜40负，晋级季后赛。但是在首轮即不幸地被卫冕冠军底特律活塞连胜三场淘汰出局。
1990-91年赛季至1992-93年赛季，均获得季后赛门票，但都无法突破第二轮，连续四年止步首轮。
1993-94年赛季，新任主教练拉里·布朗带领球队进入季后赛，首轮横扫奥兰多魔术，东区半决赛以4-2淘汰了常规赛排名第一的亚特兰大鹰，东区总决赛中以3-4惜败於纽约尼克斯。
1994-95年赛季，球队自加盟NBA以来首次夺得分赛区冠军，並首次在常规赛赢得50场以上的胜利（52胜30负）。可惜季后赛中再次於东区总决赛落败，这次的对手是是奥兰多魔术。
1995-96年赛季，米勒在4月13日的比赛中与对手撞在一起，眼角骨骨折，因伤缺阵季后赛首轮的头四场比赛，最终球队被亚特兰大鹰淘汰。
1996-97年赛季，球队在连续七年杀入季后赛之后，以39胜43负的成绩彻底无缘季后赛。

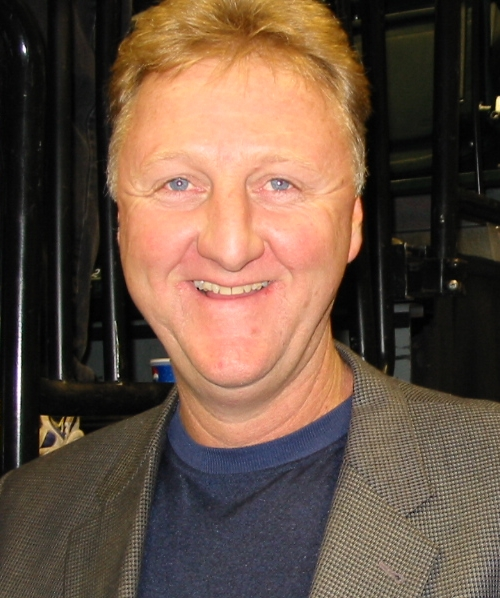
拉里·伯德 (Larry Bird)

1997-98年赛季，传奇球星拉里·伯德接过了教鞭，引进了1992年梦之队成员之一的克里斯·穆林。最终他率领步行者取得常规赛58胜24负的当时球队历史的最好成绩，在季后赛接连淘汰了克里夫兰骑士和纽约尼克斯，东区总决赛以3-4负於公牛王朝末年的芝加哥公牛，再次离NBA总决赛只有一场胜利之遥。
1998-99年赛季，步行者六年中第四次杀入东区总决赛，在季后赛接连横扫了密尔沃基雄鹿和费城76人，东区总决赛中以2-4惜败於纽约尼克斯。
1999-00年赛季，步行者连续第二年在在季后赛接连击败密尔沃基雄鹿（於第5場僅以1分獲勝）和费城76人，东区总决赛中再度遇上纽约尼克斯。他们前四场比赛战成2-2平手，步行者在主场赢得了第5场，接着在客场麦迪逊花园广场靠雷吉·米勒的34分击败对手，球队历史上第一次赢得东部赛区冠军，並進入NBA总决赛。在总决赛中，步行者最后以比分2-4不敌洛杉磯湖人。本季步行者在新主场取得25连胜，这是球队的又一项历史纪录。

### 小歐尼爾和格兰杰時代(2000-2010)
戴尔·戴维斯被交易到波特蘭拓荒者以換取傑曼·歐尼爾和乔·克莱尼。

#### 湯瑪斯执教時期 (2000-2003)
拉里·伯德在执教了三个异常成功的赛季之后宣布退休，由另一位NBA历史上的传奇人物以賽亞·湯瑪斯接过了教鞭。
2000-01年赛季至2002-03年赛季，均获得季后赛门票，但都无法突破第二轮，连续三年止步首轮。

#### 「米勒時刻」完結 (2003-2005)
2003年夏天，拉里·伯德回歸，成為球隊的總裁，球隊主力杰梅因·奥尼尔和老将雷吉·米勒相继续约。2003-04年赛季，新任主教练瑞克·卡萊爾率領步行者队在常规赛季取得61胜21负的NBA最好成绩，创下了球队历史上的胜率新纪录。2004年季后赛首轮步行者队横扫波士顿凯尔特人，接着总比分4-2淘汰劲旅迈阿密热火，11年中第6次杀入东部总决赛，但在决赛中以总比分2-4不敌底特律活塞。
2004-05年赛季，基本保持原有阵容的步行者队原本有希望再次冲冠，但2004年11月19日发生了臭名昭著的“奧本山宮殿事件”，事件使球队元气大伤，常规赛结束时仅以44胜38负名列东部第六。在2005年季后赛首轮大战七场淘汰波士顿凯尔特人后，步行者队在东部半决赛再遇底特律活塞，同样以2-4落败。赛季结束后，球队的功勋球员雷吉·米勒宣布退役。

#### 奧本山宮殿事件
2004年11月19日，底特律活塞隊在奧本山宮殿主場大比分輸給印第安那溜馬，並造成了一場暴力衝突。當比賽快結束時，活塞隊球員班·華勒斯上籃被罗恩·阿泰斯特貌似惡性犯規，華勒斯隨後腦羞推了亞泰斯特，亞泰斯特便無事似的躺在記分桌上等候裁判處理。這時觀眾席上扔下了一個啤酒杯打在亞泰斯特胸口，導致他失去冷靜沖入看台毆打一些球迷，而溜馬隊的球員斯蒂芬·杰克逊也跟著衝上去開打，杰梅因·奥尼尔則與走進球場的球迷扭打起來。這件事被稱為美國史上最大的運動醜聞，一周後判決出來，5名溜馬隊的球員和7名球迷受到不同程度的處罰，其中亞泰斯特判最重，被罰禁賽本賽季餘下比賽。本大事件被普遍認為是印第安那溜馬隊衰退的開始，同時宣判隊上精神領袖雷吉·米勒的奪冠夢破碎。
随着米勒退役后，步行者队继续以杰梅因·奥尼尔为核心，但以阿泰斯特为首的一批猛将相继离开球队。受伤然后成为主要因素，迫使瑞克·卡萊爾使用31种不同的阵容和14名球员。球队仍然进入了2006年季后赛，这也是连续第九年进入季后赛，但在首轮负于纽泽西篮网。
2006-07年赛季至2009-10年赛季，球队以丹尼·格兰杰、罗伊·希伯特等球员作为骨干，但均无法获得季后赛门票。

### 保罗·乔治時代 (2010-2017)

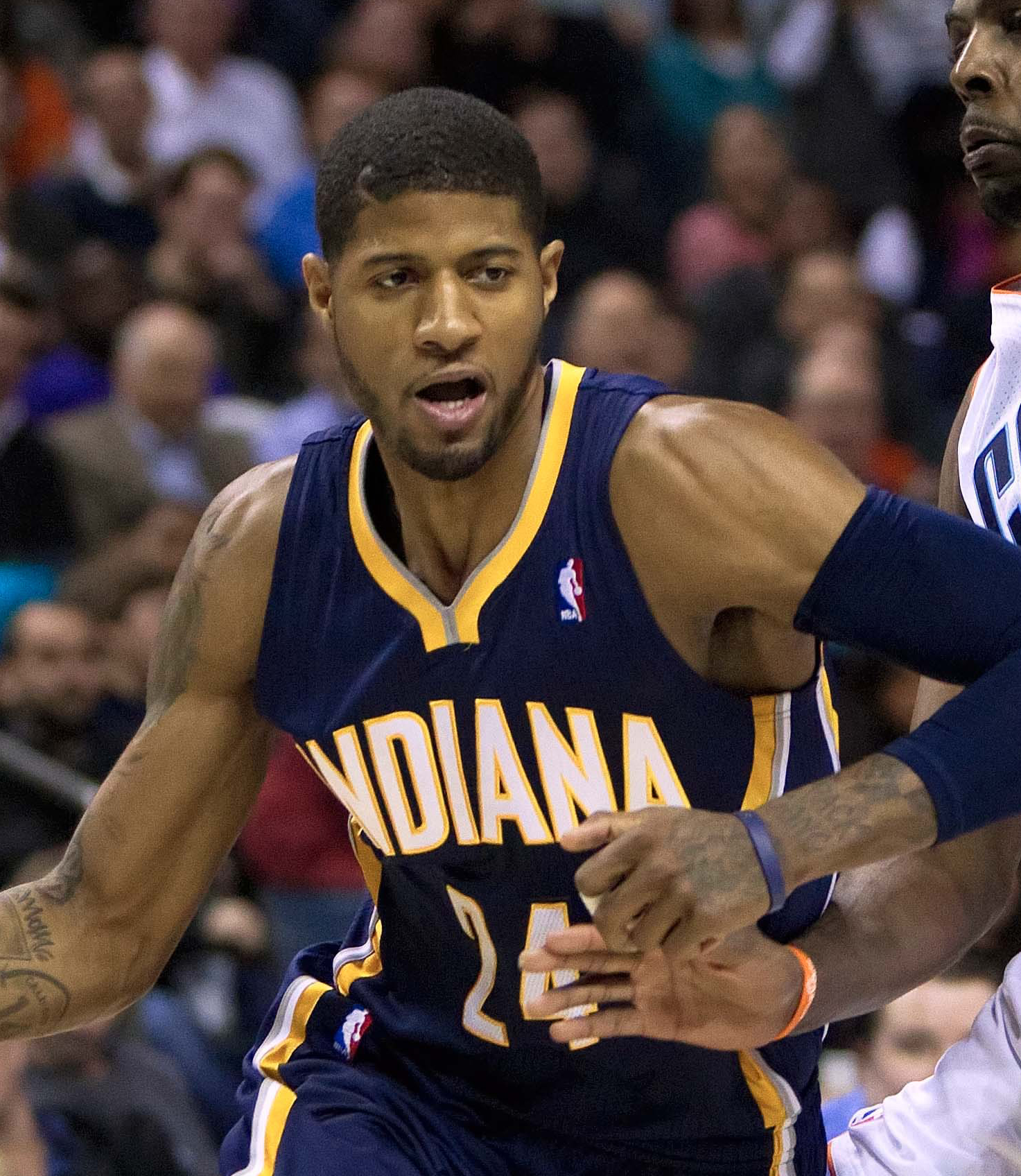
保罗·乔治 (Paul George)

在2010年NBA选秀中，步行者队在首轮第10顺位挑中了小前鋒保罗·乔治。

#### 沃格尔執教時期（2010-2016）
2010-11年赛季，球队以37胜45负东部第八名的成绩重新闯入2011年季后赛，但是首轮碰到了由德瑞克·罗斯率领的东部新贵芝加哥公牛，最终以1-4败下阵来。
2011-12年赛季，球队将前球队代理主帅弗兰克·沃格尔任命为正式主帅，并聘请前开拓者的总经理凯文·普里查德担任“大鸟”伯德的接班人，聘用前湖人助教布莱恩·肖为球队的助教。这个赛季步行者队成为东部第三，2012年季后赛東區半決賽以2-4不敌迈阿密热火。
2012-13年赛季，保罗·乔治的表现大跃进，获選為NBA最佳進步球員。2013年季后赛首輪以4-2淘汰亞特蘭大老鷹，東區半決賽以4-2淘汰纽约尼克斯，東區決賽碰去年東區半決賽對手邁阿密熱火。雙方激戰到第7場，最後溜馬76-99不敵熱火，系列戰以3-4遭到淘汰。
2013-14年赛季，球队常规赛取得了56胜26负的成绩，勇奪東區第一。2014年季后赛首輪以4-3驚險淘汰連2年的對手亞特蘭大老鷹，同时也打破了曾经在系列赛中出现2-3落后，无一次能够赢得胜利的传统。在東區半決賽4-2淘汰華盛頓巫師後，東區決賽再度碰上邁阿密熱火，雙方激戰到第6場，最後溜馬92-117敗北，系列戰以2-4遭到淘汰。溜馬隊連續2年都在東區決賽落敗，並且連續3年都遭熱火焚燒。
2014-15年赛季，由於保罗·乔治夏天參加美國國家隊集訓征戰世界盃時，發生了驚悚的右小腿嚴重複合性骨折，不但缺席大半賽季，連帶讓溜馬陷入苦戰。不過神奇的是，化悲憤為力量的溜馬始終卡在季後賽邊緣，而且被認為本季玩完了的保罗·乔治強勢回歸，在歸隊後的首場比賽上場15分鐘內拿下13分，並在第四節投進了兩個關鍵三分球，幫助球隊112：89戰勝熱火，保有季後賽一線生機。無奈，到了2015年4月15日，溜馬賠了夫人又折兵，不僅輸給灰熊，无缘季后赛，保罗·乔治又在比赛中受了重伤。最終溜馬僅拿下38勝44敗，也因此讓籃球事務部總裁Larry Bird決定在新賽季重新調整戰術，把球隊原本過去以內線為主的球風轉換成小球戰術。
2015-16年赛季，溜馬隊史勝場數正式來到2000勝里程碑，並在2016年4月10日於主場129：105痛宰迎戰籃網，不僅重返季後賽，也淘汰了連續7年都進季後賽的公牛。溜馬以東區第7種子之姿，在第一輪挑戰大西洋組龍頭多倫多暴龍。雙方打滿7戰，儘管保罗·乔治場均貢獻27分，溜馬最後仍以3:4敗北。溜馬決定不續任沃格爾。

#### 喬治時代結束（2016-2017）
溜馬在送走加上助教時期待了9年的總教練法蘭克·沃格爾後，找到的接替人選就是過去也曾在溜馬教練團工作的Nate McMillan。同時，溜馬在自由市場的暑假作業也做的很勤。但2016-17年赛季，溜馬的表現卻是差強人意，直到最後關頭才輕取老鷹，確定與公牛攜手晉級季後賽。在東區季後賽第一輪，溜馬雖然浴血奮戰，每場比賽都能攻下三位數高分，卻落得被衛冕軍騎士橫掃的下場。不過值得溜馬球迷欣慰卻又感到惋惜的是，他們在這4戰分別只輸了1分、6分、5分、4分。而隨著球隊放暑假，喬治未來何處也成為聯盟焦點之一。

### 歐拉迪波時代(2017-2021)

#### 歐拉迪波到來 （2017-2018）
溜馬與雷霆交易保羅·喬治被交易到雷霆，溜馬換來维克多·歐拉迪波和多曼塔斯·薩博尼斯。
2018年3月26日，溜馬在經過1次延長後，於主場以113比107擊敗熱火，確定晉級季後賽。不過溜馬前鋒T.楊恩強調，他們的工作尚未完成，因球隊想要更高的種子序。
目前溜馬在東區暫居第5，與東區第4名的費城76人之間沒有勝差，與東區第3的克利夫蘭騎士間則有1.5場勝差。76人在這場比賽結束後，也同樣確定晉級季後賽。
暴龍今天展現防守實力，將溜馬團隊投籃命中率壓制到不足3成，最終在主場以92比73輕鬆拿下勝利。暴龍取得2連勝，本季與溜馬交手4次，拿下3勝1敗的優勢。
溜馬寫下本季得分新低，之前他們得分最低是出現在2017年12月27日對活塞的比賽，當時溜馬拿到83分，此外這也是暴龍本季對手的最低得分表現，先前最低是塞爾蒂克的78分。
溜馬此役先發球員無人得分超過兩位數，替補的格伦·罗宾逊三世和崔佛·布克分別得到12分、11分。
溜馬目前落後騎士2場勝差，領先熱火4場勝差，幾乎是確定將以第5種子身份出征季後賽，這名次比上季還要來得高，第一輪再度碰上東區冠軍克里夫蘭騎士。
從2006年首度在季後賽亮相，騎士隊看板球星雷霸龍·詹姆斯生涯12場季後賽首戰全部收下勝利，但這項NBA紀錄終被溜馬隊中斷，且是以98：80大勝上季的東區冠軍隊伍，讓詹姆斯雖繳出24分、12助攻和10籃板的季後賽第20度「大三元」，卻首度嘗到敗北滋味。
第二戰，一開賽騎士就在氣勢上壓制，最終以100：97驚險擊敗溜馬，在7戰4勝制的系列賽將戰局扳平，落敗的溜馬團隊也有4人得分突破雙位數，其中以歐拉迪波22分最佳，透納18分次之，柯里森也有16分的表現，無奈最後追分階段總是欠缺臨門一擊，讓騎士將戰局扳平。
第三戰，溜馬克服半場17分落後，在下半場展開反攻，博揚·波格丹諾維奇三分球9投7中、個人獨拿30分，其中在第4節狂砍15分，帶領球隊以92：90逆轉騎士，也在7戰4勝制的系列賽取得2：1領先。
儘管溜馬在決勝節幾度將戰局追平、甚至逆轉，不過在最後關鍵仍然失守，溜馬以替補的沙波尼斯19分表現最佳，先發5人得分全部突破雙位數，歐拉迪波、透納各得17分，T.楊恩、柯里森12分，波格丹諾維奇10分，但終場以100：104敗給騎士隊，將系列賽扳成2勝2敗平手。
第五戰，騎士詹姆斯不僅在比賽最後3.3秒鐘賞給溜馬歐拉迪波一記追魂鍋，還在比賽槍響前投進壓哨三分球，溜馬以95：98惜敗騎士，系列賽2：3被聽牌。
第六戰，溜馬歐拉迪波以全能身手繳出大三元，表現力壓詹姆斯，率隊以121：87獲勝，系列賽扳成3：3平手。
儘管歐拉迪波上半場只得到5分，但下半場逐漸找回手感，全場得到30分12籃板6助攻3抄截；柯林森23分，T.楊恩14分10籃板4助攻，沙波尼斯10分5籃板，溜馬以101比105敗給騎士遭到淘汰。

#### 傷病來襲（2018-2020）
2018-19賽季，歐拉迪波帶領溜馬打到東區前三。賽季中期，歐拉迪波因傷報銷，最後以東區第五結束本賽季。
4月8日，凯尔特人108：116不敌魔术，但溜馬也以96：108不敌篮网，因而提前確定將以東區第5之姿迎戰東區第4的凯尔特人，這是雙方史上第4度在季後賽見面。溜馬以鐵血防守帶給綠衫軍巨大的壓力，無奈綠衫軍擁有能在關鍵時刻決定一切的塔图姆，最終以0：4遭到橫掃。
8月12日，溜馬108：104戰勝休士頓火箭，並與合約即將到期的總教練內特·麥克米蘭續約，但熱火以114：115遭到雷霆逆轉，提前確定將以東區第5之姿迎戰東區第4的熱火，這是雙方史上第5度在季後賽見面。
熱火對溜馬的系列賽首役，兩隊一路僵持，手感火燙的溜馬前鋒華倫，包括三分球5投4中在內，18次出手命中9球，攻下並列全隊最高的22分；波格登送出整場比賽最多的10次助攻，並同樣攻下22分；替補的賈斯汀·哈勒戴、桑普森分別拿下11分、10分，仍以101比113敗給熱火。
第二戰，溜馬以兩天前眼部受傷的歐拉迪波得分最多，拿下22分，仍101比109再度敗給邁阿密熱火，在7戰4勝制首輪系列賽0比2落後。
前兩戰平均輸分達到兩位數的溜馬，第三戰乘勝追擊，在缺兵少將的情況下，溜馬可說是一路陷入苦戰之中，但球隊沒有束手就擒，第三節打出34比20的攻勢，將雙方差距縮小到個位數分差。波格登第四節獨拿13分，他在剩下2分21秒的一記三分球，讓溜馬追到112比114僅差2分的局面。不過接下來巴特勒、阿德巴約、德拉基奇和克勞德10罰全中，也讓溜馬難以回天，終場仍是以115比124吞下3連敗。
季後賽首輪溜馬共有3人得分超過20分。歐拉迪波攻下25分8籃板5助攻5抄截，透納22分14籃板5阻攻，華倫21分5籃板4助攻；波格登13分7助攻4籃板。溜馬在下半場企圖追趕，但雙方始終維持在10分上下，最終以87比99敗給熱火。系列賽4戰遭到橫掃，溜馬成為史上第5支連續5年在首輪遭到淘汰的球隊，其中3次是遭到橫掃。8月26日，溜馬官方宣布球队正式解雇主帅内特-麦克米兰。

### 沙波尼斯時代(2021~2022)
10月20日，步行者宣布由多倫多暴龍助理教練納特·約克倫擔任總教練。
2021年1月14日，火箭、籃網、騎士及溜馬進行四方交易。籃網得到哈登與騎士2輪選秀權，火箭得到歐拉迪波（Victor Oladipo）、艾克森（Dante Exum）、庫魯斯（Rodions Kurucs）還有籃網2022、2024、2024年未保護首輪籤與2021、2023、2025與2027首輪交換權還有騎士2022年首輪籤跟溜馬2輪選秀權，騎士則得到艾倫（Jarrett Allen）與普林斯（Taurean Prince），最後是溜馬得到勒佛特（Caris LeVert）與2輪選秀權。
最終以34勝38敗進入附加賽確定對排名第10夏洛特黃蜂。結果溜馬以144比117大勝，將和稍早輸球的華盛頓巫師爭取最後一張季後賽門票。
東區第8種子爭奪戰，溜馬第二節完全守不住巫師進攻，被轟出一波16比0猛烈攻勢，加上第三節火力大爆發豪取48分，直接擊潰溜馬防線。雙方整場比賽最大差距來到38分，也讓第四節形同垃圾時間，最終溜馬以115：142慘敗巫師，結束今年賽季，也終結連續五年進季後賽。
6月9日，步行者宣布和總教練納特·約克倫分道揚鑣，步行者決定找回曾擔任該隊總教練四個球季前達拉斯獨行俠里克·卡萊爾回鍋。
沃納羅斯基的報導，溜馬和國王傳出已經達成交易協議，將傳言已久的沙波尼斯（Domantas Sabonis）送出，換來哈利伯頓（Tyrese Haliburton）和希爾德（Buddy Hield）等。
這筆交易的細節為：溜馬送出沙波尼斯、哈勒戴（Justin Holiday）、蘭姆（Jeremy Lamb）和一個2027年二輪選秀權，換來哈利伯頓、希爾德和湯普森（Tristan Thompson）。

### 泰瑞澤·哈里伯頓時代（2023~ )
在2023年NBA季中錦標賽，在東區小組賽A組以四戰全勝，晉級淘汰賽；在東區淘汰賽中，先後戰勝波士頓塞爾提克、密爾瓦基公鹿，強勢晉級冠軍賽；但在冠軍賽以109-123不敵洛杉磯湖人，但獲得首屆NBA季中錦標賽的亞軍，且後衛泰瑞澤·哈里伯頓也獲得最佳五人之一的殊榮。
席亞康降臨，雙星連線
2024年1月17日，席亞康在三隊交易中被交易至印第安那溜馬，暴龍隊得到小基拉·路易斯、喬丹·恩沃拉、布鲁斯·布朗和三個首輪選秀權。
2023-24賽季，例行賽最終成績為47勝35負，排名為東區第六，晉級季後賽；首輪以4：2戰勝東區第三種子密爾瓦基公鹿，上演以下克上，並相隔10年後，再次晉級次輪；將對決東區第二種子紐約尼克，系列賽兩隊在3場主場都拿下勝利，讓「前六戰」打完，雙方形成3比3的平手局面，將進行一戰定生死的「第七戰」，最終溜馬在客場以130：109勝出，系列賽以4：3戰勝對手，再次上演以下克上，並相隔10年後，再次前進東區冠軍賽；東冠以0：4被東區第一波士頓塞爾提克橫掃出局，結束本季的驚奇之旅。
2024-25賽季，例行賽最終成績為50勝32負，排名為東區第四，晉級季後賽；首輪以4：1戰勝東區第五種子密爾瓦基公鹿；次輪同樣以4：1戰勝東區第一克利夫蘭騎士，連續兩年前進東區冠軍賽；東冠以4：2戰勝東區第三紐約尼克，贏得東區冠軍，東區決賽最有價值球員為帕斯卡·席亞康，並睽違二十五年之後，強勢挺進總決賽；總決賽將對決西區冠軍奧克拉荷馬雷霆，雙方「前六戰」打完，大比分戰成3：3的平手局面，逼到「搶七大戰」，但在第七戰以91：103落敗，大比分3：4不敵對手，無緣總冠軍。

## 退休球衣号码
| 印第安納溜馬 退役球衣号码球员 |               |          |                |
| 背號                          | 球员          | 位置     | 時間           |
| 30                            | 喬治·麥金尼斯 | 中鋒     | 1971–75、80–82 |
| 31                            | 雷吉·米勒     | 得分後衛 | 1987–2005      |
| 34                            | 梅爾·丹尼爾斯 | 中鋒     | 1968–74        |
| 35                            | 羅杰·布朗     | 小前锋   | 1967–75        |